# Distretto di Sayapullo
Il distretto di Sayapullo  è uno dei quattro distretti della provincia di Gran Chimú, in Perù. Si trova nella regione di La Libertad e si estende su una superficie di  238,47 chilometri quadrati.